# Menoken (Dakota Północna)
Menoken – jednostka osadnicza w Stanach Zjednoczonych, w stanie Dakota Północna, w hrabstwie Burleigh.